# سالسالات
سالسالات (انگلیسی: Salsalate) یک داروی متعلق به خانواده سالیسیلات و داروهای ضدالتهابی غیراستروئیدی (NSAID) است.